# Szalay Gyöngyi
Szalay Gyöngyi (Tapolca, 1968. március 24. – Veszprém, 2017. december 30.) hétszeres világbajnok párbajtőrvívó, az atlantai olimpia bronzérmese, a Balaton Vívóklub és a Tapolca Vívóklub alapítója és edzője, önkormányzati képviselő, Tapolca sportéletének kiemelkedő alakja.

## Sportpályafutása

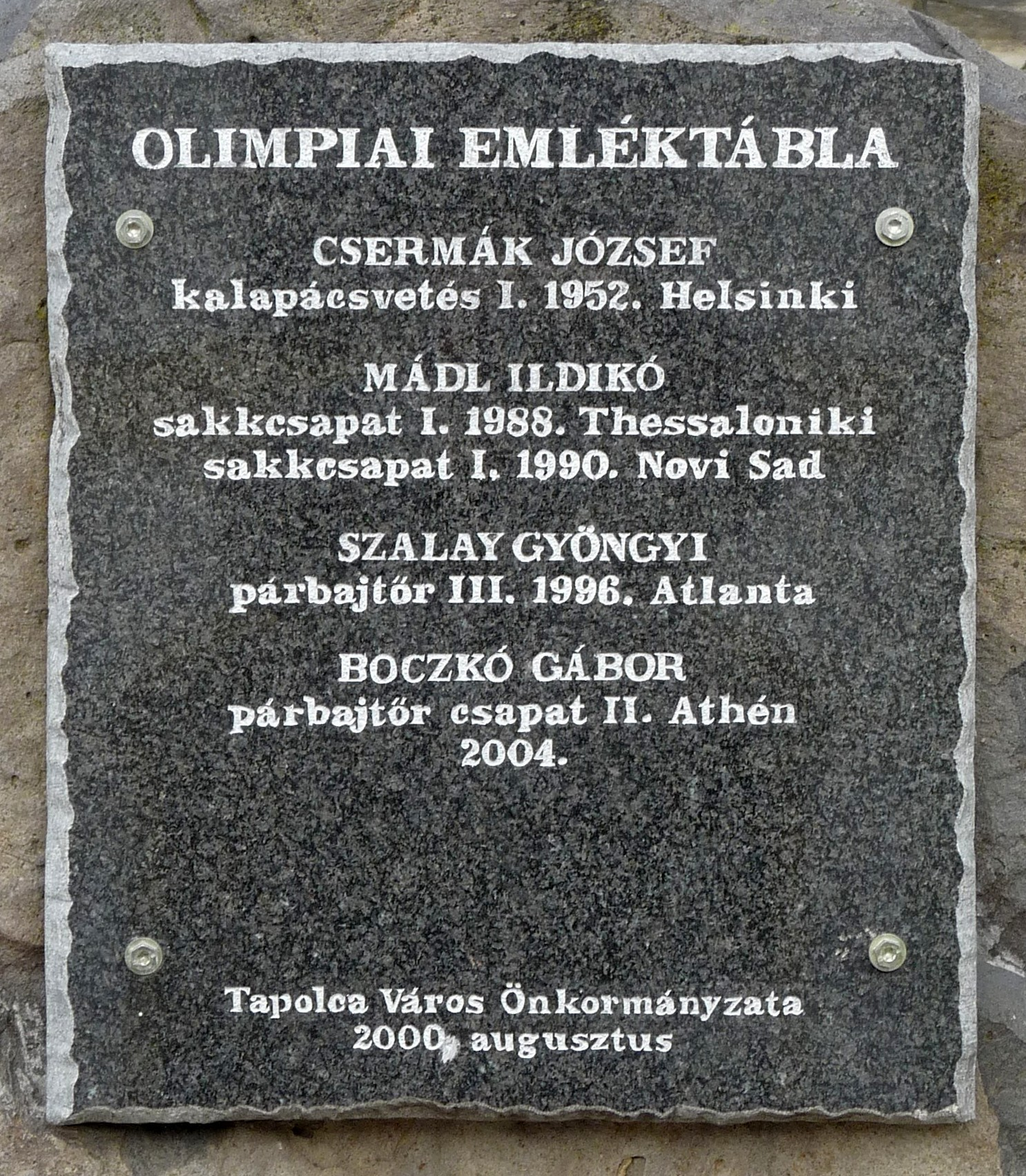
Emléke szülővárosa olimpiai dicsőségtábláján

Több olimpián is részt vett párbajtőrvívóként, egyéniben és csapatban is. Legjobb egyéni eredménye bronzérem volt, amit az 1996-os olimpián szerzett meg, csapatban 1996-ban és 2000-ben is negyedik helyezést ért el. Az atlantai olimpián a végső győztes francia Laura Flessel későbbi francia sportminisztertől szenvedett vereséget a négy között játszva, 15-10 arányban, a harmadik helyért vívott mérkőzésen 15-13-ra győzte le olasz ellenfelét, Margherita Zalaffit. Világbajnokságon hétszer szerzett csapattal világbajnoki címet – legutóbb 1999-ben. Az aktív sportolás befejezése után edzősködött is.
2017. december 30-án, egy tapolcai kolbásztöltő verseny díjkiosztóján lett rosszul, és több újraélesztési kísérlet ellenére, még aznap életét vesztette a veszprémi kórházban.